# Гокче Бахадир
Гокче Бахадир (тур. Gökçe Bahadır; Истанбул, Турска, 9. новембар 1981) је турска глумица. Завршила је школу за уметност Müjdat Gezen (engl. Müjdat Gezen Art Center).
Дана 22. јула 2011. у Бодруму, удала се за турског глумца Алија Санала.

## Биографија
Рођена је 9. новембра 1981. године у Истанбулу. По завршетку средње школе, студирала је глуму на алтернативној образовној установи Академи Истанбул.

## Приватни живот
Венчала се глумцем и водитељем Алијем Саналом 22. јула 2011. године. Пар се развео 23. фебруара 2012. године. Затим се удала за музичара Емира Ерсоја 25. фебруара 2022.

## Филмографија
| Улоге Гокче Бахадир |                |               |             |          |
| Година              | Српски назив   | Изворни назив | Улога       | Напомена |
| 2006—2010.          | Кад лишће пада |               | Лејла Текин |          |
| 2003—2004.          | /              |               |             |          |